# David López-Zubero
David López-Zubero Purcell (Jacksonville, 11 febbraio 1959) è un ex nuotatore spagnolo.
Specializzato nella farfalla ha vinto la medaglia di bronzo nei 100 m di questa disciplina alle Olimpiadi di Mosca 1980.
David è il fratello maggiore di Martín López-Zubero che ha vinto la medaglia d'oro nei 200 m dorso alle Olimpiadi di Barcellona 1992.

## Palmarès
- Olimpiadi

Mosca 1980: bronzo nei 100 m farfalla.
- Europei

1983 - Roma: argento nei 100 m farfalla.
- Giochi del Mediterraneo

1979 - Spalato: oro nei 200 m sl e 100 m farfalla, argento nei 100 m sl.
1983 - Casablanca: oro nei 100 m farfalla e 200 m misti.